# Воскресенське (Воскресенський район, Нижньогородська область)
Воскресенське (рос. Воскресенское) — робітниче селище в Воскресенському районі Нижньогородської області Російської Федерації.
Населення становить 5931 особу. Входить до складу муніципального утворення робітниче селище Воскресенське.

## Історія
Від 2009 року входить до складу муніципального утворення робітниче селище Воскресенське.

## Населення
| 1959  | 1970  | 1979  | 1989  | 1999  | 2002  | 2008  |
| ----- | ----- | ----- | ----- | ----- | ----- | ----- |
| 4627  | ↗6286 | ↘5389 | ↗6200 | ↗6469 | ↘6362 | ↘6115 |
| 2009  | 2010  | 2011  | 2012  | 2013  | 2014  | 2015  |
| ↘6067 | ↗6185 | ↘6169 | ↘6109 | ↘6034 | ↘5991 | ↘5937 |
| 2016  | 2017  |       |       |       |       |       |
| ↘5929 | ↗5942 |       |       |       |       |       |